# Múmia Acaica
Múmia Acaica foi a mãe do imperador romano Galba. Era neta de Quinto Lutácio Cátulo e bisneta do general Lúcio Múmio Acaico. Morreu logo após o nascimento de Galba.